# (14812) Rosario
(14812) Rosario est un astéroïde de la ceinture principale.

## Description
(14812) Rosario est un astéroïde de la ceinture principale. Il fut découvert le 9 mai 1981 à El Leoncito par l'Observatoire Félix-Aguilar. Il présente une orbite caractérisée par un demi-grand axe de 2,45 UA, une excentricité de 0,21 et une inclinaison de 14,0° par rapport à l'écliptique.

## Compléments